# Giro d'Itàlia de 2020
El Giro d'Itàlia de 2020 és l'edició número 103 del Giro d'Itàlia i es disputà entre el 3 i el 25 d'octubre de 2020, amb un recorregut de 3.497,9 km distribuïts en 21 etapes, tres d'elles com a contrarellotge individual. La sortida es feia a Monreale i finalitzà a Milà.
El vencedor final fou l'anglès Tao Geoghegan Hart (Ineos Grenadiers), que s'imposà per 39" d'avantatge sobre l'australià Jai Hindley (Team Sunweb). Ambdós ciclistes arribaren igualats a temps a la darrera etapa del Giro, una contrarellotge individual, una cosa que no havia passat mai en la història de les Grans Voltes. El millor resultat de Tao Geoghegan en aquesta darrera etapa li donà la victòria final al Giro. La victòria de Tao arribà sense que hagués vestit en cap moment el mallot rosa de líder. Sols el francès Jean Robic al Tour de França de 1947 i el neerlandès Jan Janssen en el de 1968 ho havien aconseguit en una gran volta. Completà el podi el neerlandès Wilco Kelderman (Sunweb).
En les classificacions secundàries Arnaud Démare (Groupama-FDJ) guanyà la classificació per punts, Ruben Guerreiro (EF Pro Cycling) la de la muntanya, Tao Geoghegan Hart (Ineos Grenadiers) la dels joves i l'Ineos Grenadiers la classificació per equips.

## Recorregut
El recorregut es va presentar el 24 d'octubre de 2019. Inicialment la cursa havia de començar el 9 de maig a Budapest, a Hongria, hi havia de finalitzar el 31 de maig a Milà. Aquesta hauria estat la 14a edició en què la sortida del Giro hauria tingut lloc fora d'Itàlia i la primera que ho faria des d'Hongria.
Per culpa de la pandèmia de COVID-19 la cursa fou posposada, i Budapest va decidir cancel·lar l'inici per evitar la propagació del virus. Finalment la cursa començarà el 3 d'octubre a Sicília amb quatre etapes. Serà la novena vegada que el Giro comença a Sicília, després de les edicions del 1930, 1949, 1954, 1976, 1986, 1989, 1999 i 2008. El recorregut final es va anunciar el 30 de juliol.

## Equips participants
Els 19 equips UCI World Tour són automàticament convidats i obligats a prendre part de la cursa. A banda l'organitzador RCS Sport convidà a tres equips continentals professionals, per acabar formant un gran grup amb 22 equips i 175 ciclistes.
| WorldTeams (19)- AG2R La Mondiale - Astana - Bora-Hansgrohe - CCC Team - Cofidis - Deceuninck-Quick Step - EF Pro Cycling - Groupama-FDJ - Israel Start-Up Nation - Lotto Soudal - Mitchelton-Scott - Movistar Team - NTT Pro Cycling - Bahrain McLaren - Ineos Grenadiers - Jumbo-Visma - Team Sunweb - Trek-Segafredo - UAE Team Emirates ProTeams (3)- Androni Giocattoli-Sidermec - Bardiani CSF Faizanè - Vini Zabù-KTM |
| |

## Afectacions de la COVID-19 i dopatge
Durant la disputa de la cursa foren diversos els ciclistes i membres auxiliars dels equips que es van veure afectats per la COVID-19 i es van veure obligats a abandonar. El primer afectat fou el britànic Simon Yates (Mitchelton-Scott), el qual no va prendre la sortida en la 8a etapa de la cursa. El primer dilluns de descans es van efectuar test PCR a tots els membres de la cursa, amb un resultat de 8 positius: els ciclistes Steven Kruijswijk (Team Jumbo-Visma) i Michael Matthews (Team Sunweb) i sis membres auxiliars. Pocs dies després es va saber que disset policies que seguien la cursa havien donat positiu, cosa que generà diverses crítiques entre els ciclistes. Thomas De Gendt va acusar l'organització del Giro d'amagar coses, mentre l'equip EF Pro Cycling va demanar, en va, que la cursa finalitzés a la fi de la quinzena etapa.
Durant la segona jornada de descans es van fer nous test PCR a tota la caravana del Giro. El resultat fou dos positius: el ciclista Fernando Gaviria (UAE Team Emirates) i un membre de l'equip AG2R La Mondiale. Ambdós abandonaren la cursa. Posteriors anàlisis van detectar un nou positiu entre els membres del Team Astana.
El ciclista italià Matteo Spreafico (Vini Zabú) fou expulsat de la cursa en la 19a etapa per un cas de dopatge.

## Etapes
| Etapa     | Data         | Ciutats d'etapa                           | type                      | Distància (km) | Vencedor de l'etapa     | Líder de la general |
| --------- | ------------ | ----------------------------------------- | ------------------------- | -------------- | ----------------------- | ------------------- |
| 1a etapa  | 3 de oct     | Monreale – Palerm                         | contrarellotge individual | 15,1           | Filippo Ganna           | Filippo Ganna       |
| 2a etapa  | 4 de oct     | Alcamo – Agrigent                         | etapa accidentada         | 149            | Diego Ulissi            | Filippo Ganna       |
| 3a etapa  | 5 de oct     | Enna – Etna                               | etapa de muntanya         | 150            | Jonathan Caicedo Cepeda | João Almeida        |
| 4a etapa  | 6 de oct     | Catània – Villafranca                     | etapa plana               | 140            | Arnaud Démare           | João Almeida        |
| 5a etapa  | 7 de oct     | Mileto – Camigliatello Silano             | etapa de mitja muntanya   | 225            | Filippo Ganna           | João Almeida        |
| 6a etapa  | 8 de oct     | Castrovillari – Matera                    | etapa plana               | 188            | Arnaud Démare           | João Almeida        |
| 7a etapa  | 9 de oct     | Matera – Bríndisi                         | etapa plana               | 143            | Arnaud Démare           | João Almeida        |
| 8a etapa  | 10 de oct    | Giovinazzo – Vieste                       | etapa de mitja muntanya   | 200            | Alex Dowsett            | João Almeida        |
| 9a etapa  | 11 de oct    | San Salvo – Roccaraso                     | etapa de muntanya         | 207            | Ruben Guerreiro         | João Almeida        |
|           | 12 d'octubre | Jornada de descans                        | Jornada de descans        |                |                         |                     |
| 10a etapa | 13 de oct    | Lanciano – Tortoreto                      | etapa de mitja muntanya   | 177            | Peter Sagan             | João Almeida        |
| 11a etapa | 14 de oct    | Porto Sant'Elpidio – Rímini               | etapa plana               | 182            | Arnaud Démare           | João Almeida        |
| 12a etapa | 15 de oct    | Cesenatico – Cesenatico                   | etapa de mitja muntanya   | 204            | Jhonatan Narváez Prado  | João Almeida        |
| 13a etapa | 16 de oct    | Cervia – Monselice                        | etapa accidentada         | 192            | Diego Ulissi            | João Almeida        |
| 14a etapa | 17 de oct    | Conegliano – Valdobbiadene                | contrarellotge individual | 34,1           | Filippo Ganna           | João Almeida        |
| 15a etapa | 18 de oct    | Base Aèria Rivolto – Piancavallo          | etapa de muntanya         | 185            | Tao Geoghegan Hart      | João Almeida        |
|           | 19 d'octubre | Jornada de descans                        | Jornada de descans        |                |                         |                     |
| 16a etapa | 20 de oct    | Udine – San Daniele del Friuli            | etapa de mitja muntanya   | 229            | Jan Tratnik             | João Almeida        |
| 17a etapa | 21 de oct    | Bassano del Grappa – Madonna di Campiglio | etapa de muntanya         | 203            | Ben O'Connor            | João Almeida        |
| 18a etapa | 22 de oct    | Pinzolo – Llacs de Cancano                | etapa de muntanya         | 207            | Jai Hindley             | Wilco Kelderman     |
| 19a etapa | 23 de oct    | Abbiategrasso – Asti                      | etapa plana               | 124,5          | Josef Černý             | Wilco Kelderman     |
| 20a etapa | 24 de oct    | Alba – Sestrieras                         | etapa de muntanya         | 190            | Tao Geoghegan Hart      | Jai Hindley         |
| 21a etapa | 25 de oct    | Cernusco sul Naviglio – Milà              | contrarellotge individual | 15,7           | Filippo Ganna           | Tao Geoghegan Hart  |

## Classificacions finals

### Classificació general
| \| Classificació general \| Classificació general \| Classificació general \| Classificació general \| Classificació general \| \| Corredor \| Corredor \| Equip \| Temps \| \| \| --------------------- \| ----------------------------- \| --------------------- \| --------------------- \| --------------------- \| \| 1r \| Tao Geoghegan Hart \| Ineos Grenadiers \| 85h 40' 21" \| \| \| 2n \| Jai Hindley \| Team Sunweb \| + 39" \| \| \| 3r \| Wilco Kelderman \| Team Sunweb \| + 1' 29" \| \| \| 4t \| João Almeida \| Deceuninck-Quick Step \| + 2' 57" \| \| \| 5è \| Peio Bilbao López de Armentia \| Bahrain McLaren \| + 3' 09" \| \| \| 6è \| Jakob Fuglsang \| Astana \| + 7' 02" \| \| \| 7è \| Vincenzo Nibali \| Trek-Segafredo \| + 8' 15" \| \| \| 8è \| Patrick Konrad \| Bora-Hansgrohe \| + 8' 42" \| \| \| 9è \| Fausto Masnada \| Deceuninck-Quick Step \| + 9' 57" \| \| \| 10è \| Hermann Pernsteiner \| Bahrain McLaren \| + 11' 05" \| \| \| 11è \| Domenico Pozzovivo \| NTT Pro Cycling \| + 11' 52" \| \| \| 12è \| Rafał Majka \| Bora-Hansgrohe \| + 20' 31" \| \| \| 13è \| Sergio Samitier \| Movistar Team \| + 35' 29" \| \| \| 14è \| James Knox \| Deceuninck-Quick Step \| + 37' 41" \| \| \| 15è \| Brandon McNulty \| UAE Team Emirates \| + 38' 10" \| \| \| 16è \| Aurélien Paret-Peintre \| AG2R La Mondiale \| + 45' 04" \| \| \| 17è \| Lawrence Warbasse \| AG2R La Mondiale \| + 53' 25" \| \| \| 18è \| Ben Swift \| Ineos Grenadiers \| + 57' 36" \| \| \| 19è \| Antonio Pedrero López \| Movistar Team \| + 59' 36" \| \| \| 20è \| Ben O'Connor \| NTT Pro Cycling \| + 1h 02' 57" \| \| |                               |                       |              |
| |                               |                       |              |
| Font: ProCyclingStats |                               |                       |              |
| Classificació general |                               |                       |              |
| Corredor | Corredor                      | Equip                 | Temps        |
| 1r | Tao Geoghegan Hart            | Ineos Grenadiers      | 85h 40' 21"  |
| 2n | Jai Hindley                   | Team Sunweb           | + 39"        |
| 3r | Wilco Kelderman               | Team Sunweb           | + 1' 29"     |
| 4t | João Almeida                  | Deceuninck-Quick Step | + 2' 57"     |
| 5è | Peio Bilbao López de Armentia | Bahrain McLaren       | + 3' 09"     |
| 6è | Jakob Fuglsang                | Astana                | + 7' 02"     |
| 7è | Vincenzo Nibali               | Trek-Segafredo        | + 8' 15"     |
| 8è | Patrick Konrad                | Bora-Hansgrohe        | + 8' 42"     |
| 9è | Fausto Masnada                | Deceuninck-Quick Step | + 9' 57"     |
| 10è | Hermann Pernsteiner           | Bahrain McLaren       | + 11' 05"    |
| 11è | Domenico Pozzovivo            | NTT Pro Cycling       | + 11' 52"    |
| 12è | Rafał Majka                   | Bora-Hansgrohe        | + 20' 31"    |
| 13è | Sergio Samitier               | Movistar Team         | + 35' 29"    |
| 14è | James Knox                    | Deceuninck-Quick Step | + 37' 41"    |
| 15è | Brandon McNulty               | UAE Team Emirates     | + 38' 10"    |
| 16è | Aurélien Paret-Peintre        | AG2R La Mondiale      | + 45' 04"    |
| 17è | Lawrence Warbasse             | AG2R La Mondiale      | + 53' 25"    |
| 18è | Ben Swift                     | Ineos Grenadiers      | + 57' 36"    |
| 19è | Antonio Pedrero López         | Movistar Team         | + 59' 36"    |
| 20è | Ben O'Connor                  | NTT Pro Cycling       | + 1h 02' 57" |

### Classificacions secundàries
| Classificació per punts | Classificació per punts | Classificació per punts     | Classificació per punts | Classificació per punts |
| Corredor                | Corredor                | Equip                       | Punts                   |                         |
| ----------------------- | ----------------------- | --------------------------- | ----------------------- | ----------------------- |
| 1r                      | Arnaud Démare           | Groupama-FDJ                | 233 pts                 |                         |
| 2n                      | Peter Sagan             | Bora-Hansgrohe              | 184 pts                 |                         |
| 3r                      | João Almeida            | Deceuninck-Quick Step       | 108 pts                 |                         |
| 4t                      | Filippo Ganna           | Ineos Grenadiers            | 87 pts                  |                         |
| 5è                      | Josef Černý             | CCC Team                    | 78 pts                  |                         |
| 6è                      | Andrea Vendrame         | AG2R La Mondiale            | 78 pts                  |                         |
| 7è                      | Diego Ulissi            | UAE Team Emirates           | 77 pts                  |                         |
| 8è                      | Simon Pellaud           | Androni Giocattoli-Sidermec | 70 pts                  |                         |
| 9è                      | Tao Geoghegan Hart      | Ineos Grenadiers            | 66 pts                  |                         |
| 10è                     | Patrick Konrad          | Bora-Hansgrohe              | 61 pts                  |                         |

| Classificació per punts | Classificació per punts | Classificació per punts     | Classificació per punts | Classificació per punts |
| Corredor                | Corredor                | Equip                       | Punts                   |                         |
| ----------------------- | ----------------------- | --------------------------- | ----------------------- | ----------------------- |
| 1r                      | Arnaud Démare           | Groupama-FDJ                | 233 pts                 |                         |
| 2n                      | Peter Sagan             | Bora-Hansgrohe              | 184 pts                 |                         |
| 3r                      | João Almeida            | Deceuninck-Quick Step       | 108 pts                 |                         |
| 4t                      | Filippo Ganna           | Ineos Grenadiers            | 87 pts                  |                         |
| 5è                      | Josef Černý             | CCC Team                    | 78 pts                  |                         |
| 6è                      | Andrea Vendrame         | AG2R La Mondiale            | 78 pts                  |                         |
| 7è                      | Diego Ulissi            | UAE Team Emirates           | 77 pts                  |                         |
| 8è                      | Simon Pellaud           | Androni Giocattoli-Sidermec | 70 pts                  |                         |
| 9è                      | Tao Geoghegan Hart      | Ineos Grenadiers            | 66 pts                  |                         |
| 10è                     | Patrick Konrad          | Bora-Hansgrohe              | 61 pts                  |                         |

| Classificació de la muntanya | Classificació de la muntanya | Classificació de la muntanya | Classificació de la muntanya | Classificació de la muntanya |
| Corredor                     | Corredor                     | Equip                        | Punts                        |                              |
| ---------------------------- | ---------------------------- | ---------------------------- | ---------------------------- | ---------------------------- |
| 1r                           | Ruben Guerreiro              | EF Pro Cycling               | 234 pts                      |                              |
| 2n                           | Tao Geoghegan Hart           | Ineos Grenadiers             | 157 pts                      |                              |
| 3r                           | Thomas De Gendt              | Lotto-Soudal                 | 122 pts                      |                              |
| 4t                           | Rohan Dennis                 | Ineos Grenadiers             | 119 pts                      |                              |
| 5è                           | Ben O'Connor                 | NTT Pro Cycling              | 71 pts                       |                              |
| 6è                           | Jai Hindley                  | Team Sunweb                  | 71 pts                       |                              |
| 7è                           | Wilco Kelderman              | Team Sunweb                  | 55 pts                       |                              |
| 8è                           | Filippo Ganna                | Ineos Grenadiers             | 48 pts                       |                              |
| 9è                           | Jonathan Castroviejo Nicolás | Ineos Grenadiers             | 45 pts                       |                              |
| 10è                          | Einer Rubio                  | Movistar Team                | 44 pts                       |                              |

| Classificació de la muntanya | Classificació de la muntanya | Classificació de la muntanya | Classificació de la muntanya | Classificació de la muntanya |
| Corredor                     | Corredor                     | Equip                        | Punts                        |                              |
| ---------------------------- | ---------------------------- | ---------------------------- | ---------------------------- | ---------------------------- |
| 1r                           | Ruben Guerreiro              | EF Pro Cycling               | 234 pts                      |                              |
| 2n                           | Tao Geoghegan Hart           | Ineos Grenadiers             | 157 pts                      |                              |
| 3r                           | Thomas De Gendt              | Lotto-Soudal                 | 122 pts                      |                              |
| 4t                           | Rohan Dennis                 | Ineos Grenadiers             | 119 pts                      |                              |
| 5è                           | Ben O'Connor                 | NTT Pro Cycling              | 71 pts                       |                              |
| 6è                           | Jai Hindley                  | Team Sunweb                  | 71 pts                       |                              |
| 7è                           | Wilco Kelderman              | Team Sunweb                  | 55 pts                       |                              |
| 8è                           | Filippo Ganna                | Ineos Grenadiers             | 48 pts                       |                              |
| 9è                           | Jonathan Castroviejo Nicolás | Ineos Grenadiers             | 45 pts                       |                              |
| 10è                          | Einer Rubio                  | Movistar Team                | 44 pts                       |                              |

| Classificació del millor jove | Classificació del millor jove | Classificació del millor jove | Classificació del millor jove | Classificació del millor jove |
| Corredor                      | Corredor                      | Equip                         | Temps                         |                               |
| ----------------------------- | ----------------------------- | ----------------------------- | ----------------------------- | ----------------------------- |
| 1r                            | Tao Geoghegan Hart            | Ineos Grenadiers              | 85h 40' 21"                   |                               |
| 2n                            | Jai Hindley                   | Team Sunweb                   | + 39"                         |                               |
| 3r                            | João Almeida                  | Deceuninck-Quick Step         | + 2' 57"                      |                               |
| 4t                            | Sergio Samitier               | Movistar Team                 | + 35' 29"                     |                               |
| 5è                            | James Knox                    | Deceuninck-Quick Step         | + 37' 41"                     |                               |
| 6è                            | Brandon McNulty               | UAE Team Emirates             | + 38' 10"                     |                               |
| 7è                            | Aurélien Paret-Peintre        | AG2R La Mondiale              | + 45' 04"                     |                               |
| 8è                            | Ben O'Connor                  | NTT Pro Cycling               | + 1h 02' 57"                  |                               |
| 9è                            | Sam Oomen                     | Team Sunweb                   | + 1h 03' 46"                  |                               |
| 10è                           | Matteo Fabbro                 | Bora-Hansgrohe                | + 1h 13' 49"                  |                               |

| Classificació del millor jove | Classificació del millor jove | Classificació del millor jove | Classificació del millor jove | Classificació del millor jove |
| Corredor                      | Corredor                      | Equip                         | Temps                         |                               |
| ----------------------------- | ----------------------------- | ----------------------------- | ----------------------------- | ----------------------------- |
| 1r                            | Tao Geoghegan Hart            | Ineos Grenadiers              | 85h 40' 21"                   |                               |
| 2n                            | Jai Hindley                   | Team Sunweb                   | + 39"                         |                               |
| 3r                            | João Almeida                  | Deceuninck-Quick Step         | + 2' 57"                      |                               |
| 4t                            | Sergio Samitier               | Movistar Team                 | + 35' 29"                     |                               |
| 5è                            | James Knox                    | Deceuninck-Quick Step         | + 37' 41"                     |                               |
| 6è                            | Brandon McNulty               | UAE Team Emirates             | + 38' 10"                     |                               |
| 7è                            | Aurélien Paret-Peintre        | AG2R La Mondiale              | + 45' 04"                     |                               |
| 8è                            | Ben O'Connor                  | NTT Pro Cycling               | + 1h 02' 57"                  |                               |
| 9è                            | Sam Oomen                     | Team Sunweb                   | + 1h 03' 46"                  |                               |
| 10è                           | Matteo Fabbro                 | Bora-Hansgrohe                | + 1h 13' 49"                  |                               |

| Classificació per equips | Classificació per equips | Classificació per equips | Classificació per equips |
| Equip                    | Equip                    | Temps                    |                          |
| ------------------------ | ------------------------ | ------------------------ | ------------------------ |
| 1r                       | Ineos Grenadiers         | 257h 15' 58"             |                          |
| 2n                       | Deceuninck-Quick Step    | + 22' 32"                |                          |
| 3r                       | Team Sunweb              | + 28' 50"                |                          |
| 4t                       | Bahrain McLaren          | + 32' 50"                |                          |
| 5è                       | Bora-Hansgrohe           | + 1h 12' 34"             |                          |
| 6è                       | NTT Pro Cycling          | + 1h 49' 59"             |                          |
| 7è                       | AG2R La Mondiale         | + 2h 04' 38"             |                          |
| 8è                       | Movistar Team            | + 2h 08' 26"             |                          |
| 9è                       | Astana                   | + 2h 29' 44"             |                          |
| 10è                      | Trek-Segafredo           | + 2h 42' 36"             |                          |

| Classificació per equips | Classificació per equips | Classificació per equips | Classificació per equips |
| Equip                    | Equip                    | Temps                    |                          |
| ------------------------ | ------------------------ | ------------------------ | ------------------------ |
| 1r                       | Ineos Grenadiers         | 257h 15' 58"             |                          |
| 2n                       | Deceuninck-Quick Step    | + 22' 32"                |                          |
| 3r                       | Team Sunweb              | + 28' 50"                |                          |
| 4t                       | Bahrain McLaren          | + 32' 50"                |                          |
| 5è                       | Bora-Hansgrohe           | + 1h 12' 34"             |                          |
| 6è                       | NTT Pro Cycling          | + 1h 49' 59"             |                          |
| 7è                       | AG2R La Mondiale         | + 2h 04' 38"             |                          |
| 8è                       | Movistar Team            | + 2h 08' 26"             |                          |
| 9è                       | Astana                   | + 2h 29' 44"             |                          |
| 10è                      | Trek-Segafredo           | + 2h 42' 36"             |                          |

## Evolució de les classificacions
| Etapa                  | Vencedor               | Classificació general | Classificació per punts | Classificació de la muntanya | Classificació dels joves | Trofeu Super Team     |
| ---------------------- | ---------------------- | --------------------- | ----------------------- | ---------------------------- | ------------------------ | --------------------- |
| 1                      | Filippo Ganna          | Filippo Ganna         | Filippo Ganna           | Rick Zabel                   | Filippo Ganna            | Ineos Grenadiers      |
| 2                      | Diego Ulissi           | Filippo Ganna         | Diego Ulissi            | Peter Sagan                  | Filippo Ganna            | Ineos Grenadiers      |
| 3                      | Jonathan Caicedo       | João Almeida          | Diego Ulissi            | Jonathan Caicedo             | João Almeida             | Deceuninck-Quick Step |
| 4                      | Arnaud Démare          | João Almeida          | Peter Sagan             | Jonathan Caicedo             | João Almeida             | Deceuninck-Quick Step |
| 5                      | Filippo Ganna          | João Almeida          | Peter Sagan             | Filippo Ganna                | João Almeida             | Deceuninck-Quick Step |
| 6                      | Arnaud Démare          | João Almeida          | Arnaud Démare           | Filippo Ganna                | João Almeida             | Deceuninck-Quick Step |
| 7                      | Arnaud Démare          | João Almeida          | Arnaud Démare           | Filippo Ganna                | João Almeida             | Deceuninck-Quick Step |
| 8                      | Alex Dowsett           | João Almeida          | Arnaud Démare           | Filippo Ganna                | João Almeida             | Ineos Grenadiers      |
| 9                      | Ruben Guerreiro        | João Almeida          | Arnaud Démare           | Ruben Guerreiro              | João Almeida             | Ineos Grenadiers      |
| 10                     | Peter Sagan            | João Almeida          | Arnaud Démare           | Ruben Guerreiro              | João Almeida             | Ineos Grenadiers      |
| 11                     | Arnaud Démare          | João Almeida          | Arnaud Démare           | Ruben Guerreiro              | João Almeida             | Ineos Grenadiers      |
| 12                     | Jhonatan Narváez       | João Almeida          | Arnaud Démare           | Ruben Guerreiro              | João Almeida             | Ineos Grenadiers      |
| 13                     | Diego Ulissi           | João Almeida          | Arnaud Démare           | Ruben Guerreiro              | João Almeida             | Ineos Grenadiers      |
| 14                     | Filippo Ganna          | João Almeida          | Arnaud Démare           | Ruben Guerreiro              | João Almeida             | Ineos Grenadiers      |
| 15                     | Tao Geoghegan Hart     | João Almeida          | Arnaud Démare           | Giovanni Visconti            | João Almeida             | Ineos Grenadiers      |
| 16                     | Jan Tratnik            | João Almeida          | Arnaud Démare           | Giovanni Visconti            | João Almeida             | Ineos Grenadiers      |
| 17                     | Ben O'Connor           | João Almeida          | Arnaud Démare           | Ruben Guerreiro              | João Almeida             | Ineos Grenadiers      |
| 18                     | Jai Hindley            | Wilco Kelderman       | Arnaud Démare           | Ruben Guerreiro              | Jai Hindley              | Ineos Grenadiers      |
| 19                     | Josef Černý            | Wilco Kelderman       | Arnaud Démare           | Ruben Guerreiro              | Jai Hindley              | Ineos Grenadiers      |
| 20                     | Tao Geoghegan Hart     | Jai Hindley           | Arnaud Démare           | Ruben Guerreiro              | Jai Hindley              | Ineos Grenadiers      |
| 21                     | Filippo Ganna          | Tao Geoghegan Hart    | Arnaud Démare           | Ruben Guerreiro              | Tao Geoghegan Hart       | Ineos Grenadiers      |
| Classificacions finals | Classificacions finals | Tao Geoghegan Hart    | Arnaud Démare           | Ruben Guerreiro              | Tao Geoghegan Hart       | Ineos Grenadiers      |

## Participants
| AG2R La Mondiale ALM | AG2R La Mondiale ALM         | AG2R La Mondiale ALM |
| -------------------- | ---------------------------- | -------------------- |
| Núm                  | Ciclista                     | Pos                  |
| 1                    | Tony Gallopin (FRA)          | NP-8                 |
| 2                    | François Bidard (FRA)        | 39è                  |
| 3                    | Geoffrey Bouchard (FRA)      | 55è                  |
| 4                    | Ben Gastauer (LUX)           | DNF-8                |
| 5                    | Jaakko Hänninen (FIN)        | 73è                  |
| 6                    | Aurélien Paret-Peintre (FRA) | 16è                  |
| 7                    | Andrea Vendrame (ITA)        | 50è                  |
| 8                    | Lawrence Warbasse (USA)      | 17è                  |

| Androni Giocattoli-Sidermec ANS | Androni Giocattoli-Sidermec ANS  | Androni Giocattoli-Sidermec ANS |
| ------------------------------- | -------------------------------- | ------------------------------- |
| Núm                             | Ciclista                         | Pos                             |
| 11                              | Mattia Bais (ITA)                | 102è                            |
| 12                              | Alessandro Bisolti (ITA)         | 90è                             |
| 13                              | Alexander Cepeda (ECU)           | 78è                             |
| 14                              | Luca Chirico (ITA)               | 85è                             |
| 15                              | Simon Pellaud (SUI)              | 71è                             |
| 16                              | Simone Ravanelli (ITA)           | 74è                             |
| 17                              | Jhonatan Restrepo Valencia (COL) | 103è                            |
| 18                              | Josip Rumac (CRO) (ruta i crono) | 99è                             |

| Astana AST | Astana AST                         | Astana AST |
| ---------- | ---------------------------------- | ---------- |
| Núm        | Ciclista                           | Pos        |
| 21         | Jakob Fuglsang (DEN)               | 6è         |
| 22         | Manuele Boaro (ITA)                | DNF-18     |
| 23         | Rodrigo Contreras (COL)            | 110è       |
| 24         | Fabio Felline (ITA)                | 25è        |
| 25         | Jonas Gregaard Wilsly (DEN)        | 53è        |
| 26         | Miguel Ángel López Moreno (COL)    | DNF-1      |
| 27         | Óscar Rodríguez Garaicoechea (ESP) | 45è        |
| 28         | Aleksandr Vlàssov (RUS)            | DNF-2      |

| Bahrain McLaren TBM | Bahrain McLaren TBM                         | Bahrain McLaren TBM |
| ------------------- | ------------------------------------------- | ------------------- |
| Núm                 | Ciclista                                    | Pos                 |
| 31                  | Yukiya Arashiro (JPN)                       | 89è                 |
| 32                  | Enrico Battaglin (ITA)                      | 46è                 |
| 33                  | Peio Bilbao López de Armentia (ESP) (crono) | 5è                  |
| 34                  | Eros Capecchi (ITA)                         | 87è                 |
| 35                  | Domen Novak (SLO)                           | 59è                 |
| 36                  | Mark Padun (UKR)                            | 70è                 |
| 37                  | Hermann Pernsteiner (AUT)                   | 10è                 |
| 38                  | Jan Tratnik (SLO)                           | 62è                 |

| Bardiani CSF Faizanè BCF | Bardiani CSF Faizanè BCF | Bardiani CSF Faizanè BCF |
| ------------------------ | ------------------------ | ------------------------ |
| Núm                      | Ciclista                 | Pos                      |
| 41                       | Giovanni Carboni (ITA)   | 82è                      |
| 42                       | Luca Covili (ITA)        | FC-1                     |
| 43                       | Filippo Fiorelli (ITA)   | 109è                     |
| 44                       | Giovanni Lonardi (ITA)   | 125è                     |
| 45                       | Fabio Mazzucco (ITA)     | 129è                     |
| 46                       | Francesco Romano (ITA)   | 91è                      |
| 47                       | Alessandro Tonelli (ITA) | 51è                      |
| 48                       | Filippo Zana (ITA)       | 100è                     |

| Bora-Hansgrohe BOH | Bora-Hansgrohe BOH     | Bora-Hansgrohe BOH |
| ------------------ | ---------------------- | ------------------ |
| Núm                | Ciclista               | Pos                |
| 51                 | Peter Sagan (SVK)      | 92è                |
| 52                 | Cesare Benedetti (ITA) | 94è                |
| 53                 | Maciej Bodnar (POL)    | 107è               |
| 54                 | Matteo Fabbro (ITA)    | 23è                |
| 55                 | Patrick Gamper (AUT)   | NP-8               |
| 56                 | Patrick Konrad (AUT)   | 8è                 |
| 57                 | Rafał Majka (POL)      | 12è                |
| 58                 | Paweł Poljański (POL)  | 67è                |

| CCC Team CCC | CCC Team CCC                      | CCC Team CCC |
| ------------ | --------------------------------- | ------------ |
| Núm          | Ciclista                          | Pos          |
| 61           | Ilnur Zakarin (RUS)               | 22è          |
| 62           | Josef Černý (CZE) (crono)         | 86è          |
| 63           | Víctor de la Parte González (ESP) | 34è          |
| 64           | Kamil Gradek (POL) (crono)        | 104è         |
| 65           | Pàvel Koixetkov (RUS)             | DNF-9        |
| 66           | Kamil Małecki (POL)               | 68è          |
| 67           | Joey Rosskopf (USA)               | 64è          |
| 68           | Attila Valter (HUN)               | 27è          |

| Cofidis COF | Cofidis COF              | Cofidis COF |
| ----------- | ------------------------ | ----------- |
| Núm         | Ciclista                 | Pos         |
| 71          | Elia Viviani (ITA)       | 112è        |
| 72          | Simone Consonni (ITA)    | 115è        |
| 73          | Nicolas Edet (FRA)       | DNF-15      |
| 74          | Nathan Haas (AUS)        | 119è        |
| 75          | Jesper Hansen (DEN)      | 44è         |
| 76          | Mathias Le Turnier (FRA) | 80è         |
| 77          | Marco Mathis (GER)       | 130è        |
| 78          | Stéphane Rossetto (FRA)  | 63è         |

| Deceuninck-Quick Step DQT | Deceuninck-Quick Step DQT   | Deceuninck-Quick Step DQT |
| ------------------------- | --------------------------- | ------------------------- |
| Núm                       | Ciclista                    | Pos                       |
| 81                        | João Almeida (POR)          | 4t                        |
| 82                        | Davide Ballerini (ITA)      | 72è                       |
| 83                        | Álvaro Hodeg Chagui (COL)   | 131è                      |
| 84                        | Mikkel Frølich Honoré (DEN) | 30è                       |
| 85                        | Iljo Keisse (BEL)           | 122è                      |
| 86                        | James Knox (GBR)            | 14è                       |
| 87                        | Fausto Masnada (ITA)        | 9è                        |
| 88                        | Pieter Serry (BEL)          | 28è                       |

| EF Pro Cycling EF1 | EF Pro Cycling EF1            | EF Pro Cycling EF1 |
| ------------------ | ----------------------------- | ------------------ |
| Núm                | Ciclista                      | Pos                |
| 91                 | Sean Bennett (USA)            | NP-8               |
| 92                 | Jonathan Caicedo Cepeda (ECU) | 65è                |
| 93                 | Simon Clarke (AUS)            | 75è                |
| 94                 | Lawson Craddock (USA)         | NP-10              |
| 95                 | Ruben Guerreiro (POR)         | 33è                |
| 96                 | Tanel Kangert (EST)           | 32è                |
| 97                 | Lachlan Morton (AUS)          | 111è               |
| 98                 | James Whelan (AUS)            | 105è               |

| Groupama-FDJ GFC | Groupama-FDJ GFC           | Groupama-FDJ GFC |
| ---------------- | -------------------------- | ---------------- |
| Núm              | Ciclista                   | Pos              |
| 101              | Arnaud Démare (FRA) (ruta) | 121è             |
| 102              | Kilian Frankiny (SUI)      | 77è              |
| 103              | Jacopo Guarnieri (ITA)     | 128è             |
| 104              | Simon Guglielmi (FRA)      | 116è             |
| 105              | Ignatas Konovalovas (LTU)  | 124è             |
| 106              | Miles Scotson (AUS)        | 113è             |
| 107              | Ramon Sinkeldam (NED)      | DNF-10           |
| 109              | Benjamin Thomas (FRA)      | DNF-5            |

| Israel Start-Up Nation ISN | Israel Start-Up Nation ISN     | Israel Start-Up Nation ISN |
| -------------------------- | ------------------------------ | -------------------------- |
| Núm                        | Ciclista                       | Pos                        |
| 111                        | Rudy Barbier (FRA)             | NP-9                       |
| 112                        | Matthias Brändle (AUT) (crono) | 126è                       |
| 113                        | Alexander Cataford (CAN)       | DNF-12                     |
| 114                        | Davide Cimolai (ITA)           | 118è                       |
| 115                        | Alex Dowsett (GBR) (crono)     | 120è                       |
| 116                        | Daniel Navarro García (ESP)    | 48è                        |
| 117                        | Guy Sagiv (ISR) (ruta)         | 132è                       |
| 118                        | Rick Zabel (GER)               | 123è                       |

| Lotto-Soudal LTS | Lotto-Soudal LTS         | Lotto-Soudal LTS |
| ---------------- | ------------------------ | ---------------- |
| Núm              | Ciclista                 | Pos              |
| 121              | Sander Armée (BEL)       | 47è              |
| 122              | Thomas De Gendt (BEL)    | 41è              |
| 123              | Jonathan Dibben (GBR)    | 133è             |
| 124              | Carl Fredrik Hagen (NOR) | 42è              |
| 125              | Adam Hansen (AUS)        | 117è             |
| 126              | Matthew Holmes (GBR)     | 81è              |
| 127              | Stefano Oldani (ITA)     | 98è              |
| 128              | Harm Vanhoucke (BEL)     | 60è              |

| Mitchelton-Scott MTS | Mitchelton-Scott MTS       | Mitchelton-Scott MTS |
| -------------------- | -------------------------- | -------------------- |
| Núm                  | Ciclista                   | Pos                  |
| 131                  | Simon Yates (GBR)          | NP-8                 |
| 132                  | Edoardo Affini (ITA)       | NP-8                 |
| 133                  | Brent Bookwalter (USA)     | NP-6                 |
| 134                  | Jack Haig (AUS)            | NP-10                |
| 135                  | Lucas Hamilton (AUS)       | NP-10                |
| 136                  | Michael Hepburn (AUS)      | NP-10                |
| 137                  | Damien Howson (AUS)        | NP-10                |
| 138                  | Cameron Meyer (AUS) (ruta) | NP-10                |

| Movistar Team MOV | Movistar Team MOV            | Movistar Team MOV |
| ----------------- | ---------------------------- | ----------------- |
| Núm               | Ciclista                     | Pos               |
| 141               | Héctor Carretero Milla (ESP) | 79è               |
| 142               | Dario Cataldo (ITA)          | 66è               |
| 143               | Antonio Pedrero López (ESP)  | 19è               |
| 144               | Einer Rubio (COL)            | 58è               |
| 145               | Sergio Samitier (ESP)        | 13è               |
| 146               | Eduardo Sepúlveda (ARG)      | 57è               |
| 147               | Albert Torres Barceló (ESP)  | 106è              |
| 148               | Davide Villella (ITA)        | 40è               |

| NTT Pro Cycling NTT | NTT Pro Cycling NTT          | NTT Pro Cycling NTT |
| ------------------- | ---------------------------- | ------------------- |
| Núm                 | Ciclista                     | Pos                 |
| 151                 | Louis Meintjes (RSA)         | 36è                 |
| 152                 | Victor Campenaerts (BEL)     | 95è                 |
| 153                 | Amanuel Gebrezgabihier (ERI) | 54è                 |
| 154                 | Ben O'Connor (AUS)           | 20è                 |
| 155                 | Domenico Pozzovivo (ITA)     | 11è                 |
| 156                 | Matteo Sobrero (ITA)         | 76è                 |
| 157                 | Dylan Sunderland (AUS)       | 114è                |
| 158                 | Danilo Wyss (SUI)            | 84è                 |

| Ineos Grenadiers IGD | Ineos Grenadiers IGD               | Ineos Grenadiers IGD |
| -------------------- | ---------------------------------- | -------------------- |
| Núm                  | Ciclista                           | Pos                  |
| 161                  | Geraint Thomas (GBR)               | NP-4                 |
| 162                  | Jonathan Castroviejo Nicolás (ESP) | 24è                  |
| 163                  | Rohan Dennis (AUS)                 | 35è                  |
| 164                  | Filippo Ganna (ITA) (crono)        | 61è                  |
| 165                  | Tao Geoghegan Hart (GBR)           | 1r                   |
| 166                  | Jhonatan Narváez Prado (ECU)       | DNF-15               |
| 167                  | Salvatore Puccio (ITA)             | 56è                  |
| 168                  | Ben Swift (GBR) (ruta)             | 18è                  |

| Jumbo-Visma TJV | Jumbo-Visma TJV           | Jumbo-Visma TJV |
| --------------- | ------------------------- | --------------- |
| Núm             | Ciclista                  | Pos             |
| 171             | Steven Kruijswijk (NED)   | NP-10           |
| 172             | Koen Bouwman (NED)        | NP-10           |
| 173             | Tobias Foss (NOR)         | NP-10           |
| 174             | Chris Harper (AUS)        | NP-10           |
| 175             | Tony Martin (GER)         | NP-10           |
| 176             | Christoph Pfingsten (GER) | NP-10           |
| 177             | Antwan Tolhoek (NED)      | NP-10           |
| 178             | Jos van Emden (NED)       | NP-10           |

| Team Sunweb SUN | Team Sunweb SUN        | Team Sunweb SUN |
| --------------- | ---------------------- | --------------- |
| Núm             | Ciclista               | Pos             |
| 181             | Wilco Kelderman (NED)  | 3r              |
| 182             | Nico Denz (GER)        | 83è             |
| 183             | Chad Haga (USA)        | 69è             |
| 184             | Chris Hamilton (AUS)   | 29è             |
| 185             | Jai Hindley (AUS)      | 2n              |
| 186             | Michael Matthews (AUS) | NP-10           |
| 187             | Sam Oomen (NED)        | 21è             |
| 188             | Martijn Tusveld (NED)  | 26è             |

| Trek-Segafredo TFS | Trek-Segafredo TFS       | Trek-Segafredo TFS |
| ------------------ | ------------------------ | ------------------ |
| Núm                | Ciclista                 | Pos                |
| 191                | Vincenzo Nibali (ITA)    | 7è                 |
| 192                | Julien Bernard (FRA)     | 49è                |
| 193                | Gianluca Brambilla (ITA) | DNF-15             |
| 194                | Giulio Ciccone (ITA)     | NP-14              |
| 195                | Nicola Conci (ITA)       | 52è                |
| 196                | Jacopo Mosca (ITA)       | 31è                |
| 197                | Antonio Nibali (ITA)     | 37è                |
| 198                | Pieter Weening (NED)     | DNF-5              |

| UAE Team Emirates UAD | UAE Team Emirates UAD                 | UAE Team Emirates UAD |
| --------------------- | ------------------------------------- | --------------------- |
| Núm                   | Ciclista                              | Pos                   |
| 201                   | Diego Ulissi (ITA)                    | 38è                   |
| 202                   | Mikkel Bjerg (DEN)                    | 97è                   |
| 203                   | Valerio Conti (ITA)                   | 101è                  |
| 204                   | Joe Dombrowski (USA)                  | 43è                   |
| 205                   | Fernando Gaviria Rendón (COL)         | NP-16                 |
| 206                   | Brandon McNulty (USA)                 | 15è                   |
| 207                   | Sebastián Molano Benavides (COL)      | NP-15                 |
| 208                   | Maximiliano Richeze Araquistain (ARG) | DNF-16                |

| Vini Zabù-Brado-KTM THR | Vini Zabù-Brado-KTM THR | Vini Zabù-Brado-KTM THR |
| ----------------------- | ----------------------- | ----------------------- |
| Núm                     | Ciclista                | Pos                     |
| 211                     | Giovanni Visconti (ITA) | NP-18                   |
| 212                     | Simone Bevilacqua (ITA) | 127è                    |
| 213                     | Marco Frapporti (ITA)   | 108è                    |
| 214                     | Lorenzo Rota (ITA)      | 93è                     |
| 215                     | Matteo Spreafico (ITA)  | DQ-1                    |
| 216                     | Etienne van Empel (NED) | 88è                     |
| 217                     | Luca Wackermann (ITA)   | NP-5                    |
| 218                     | Edoardo Zardini (ITA)   | 96è                     |

| AG2R La Mondiale ALM | AG2R La Mondiale ALM         | AG2R La Mondiale ALM |
| -------------------- | ---------------------------- | -------------------- |
| Núm                  | Ciclista                     | Pos                  |
| 1                    | Tony Gallopin (FRA)          | NP-8                 |
| 2                    | François Bidard (FRA)        | 39è                  |
| 3                    | Geoffrey Bouchard (FRA)      | 55è                  |
| 4                    | Ben Gastauer (LUX)           | DNF-8                |
| 5                    | Jaakko Hänninen (FIN)        | 73è                  |
| 6                    | Aurélien Paret-Peintre (FRA) | 16è                  |
| 7                    | Andrea Vendrame (ITA)        | 50è                  |
| 8                    | Lawrence Warbasse (USA)      | 17è                  |

| Androni Giocattoli-Sidermec ANS | Androni Giocattoli-Sidermec ANS  | Androni Giocattoli-Sidermec ANS |
| ------------------------------- | -------------------------------- | ------------------------------- |
| Núm                             | Ciclista                         | Pos                             |
| 11                              | Mattia Bais (ITA)                | 102è                            |
| 12                              | Alessandro Bisolti (ITA)         | 90è                             |
| 13                              | Alexander Cepeda (ECU)           | 78è                             |
| 14                              | Luca Chirico (ITA)               | 85è                             |
| 15                              | Simon Pellaud (SUI)              | 71è                             |
| 16                              | Simone Ravanelli (ITA)           | 74è                             |
| 17                              | Jhonatan Restrepo Valencia (COL) | 103è                            |
| 18                              | Josip Rumac (CRO) (ruta i crono) | 99è                             |

| Astana AST | Astana AST                         | Astana AST |
| ---------- | ---------------------------------- | ---------- |
| Núm        | Ciclista                           | Pos        |
| 21         | Jakob Fuglsang (DEN)               | 6è         |
| 22         | Manuele Boaro (ITA)                | DNF-18     |
| 23         | Rodrigo Contreras (COL)            | 110è       |
| 24         | Fabio Felline (ITA)                | 25è        |
| 25         | Jonas Gregaard Wilsly (DEN)        | 53è        |
| 26         | Miguel Ángel López Moreno (COL)    | DNF-1      |
| 27         | Óscar Rodríguez Garaicoechea (ESP) | 45è        |
| 28         | Aleksandr Vlàssov (RUS)            | DNF-2      |

| Bahrain McLaren TBM | Bahrain McLaren TBM                         | Bahrain McLaren TBM |
| ------------------- | ------------------------------------------- | ------------------- |
| Núm                 | Ciclista                                    | Pos                 |
| 31                  | Yukiya Arashiro (JPN)                       | 89è                 |
| 32                  | Enrico Battaglin (ITA)                      | 46è                 |
| 33                  | Peio Bilbao López de Armentia (ESP) (crono) | 5è                  |
| 34                  | Eros Capecchi (ITA)                         | 87è                 |
| 35                  | Domen Novak (SLO)                           | 59è                 |
| 36                  | Mark Padun (UKR)                            | 70è                 |
| 37                  | Hermann Pernsteiner (AUT)                   | 10è                 |
| 38                  | Jan Tratnik (SLO)                           | 62è                 |

| Bardiani CSF Faizanè BCF | Bardiani CSF Faizanè BCF | Bardiani CSF Faizanè BCF |
| ------------------------ | ------------------------ | ------------------------ |
| Núm                      | Ciclista                 | Pos                      |
| 41                       | Giovanni Carboni (ITA)   | 82è                      |
| 42                       | Luca Covili (ITA)        | FC-1                     |
| 43                       | Filippo Fiorelli (ITA)   | 109è                     |
| 44                       | Giovanni Lonardi (ITA)   | 125è                     |
| 45                       | Fabio Mazzucco (ITA)     | 129è                     |
| 46                       | Francesco Romano (ITA)   | 91è                      |
| 47                       | Alessandro Tonelli (ITA) | 51è                      |
| 48                       | Filippo Zana (ITA)       | 100è                     |

| Bora-Hansgrohe BOH | Bora-Hansgrohe BOH     | Bora-Hansgrohe BOH |
| ------------------ | ---------------------- | ------------------ |
| Núm                | Ciclista               | Pos                |
| 51                 | Peter Sagan (SVK)      | 92è                |
| 52                 | Cesare Benedetti (ITA) | 94è                |
| 53                 | Maciej Bodnar (POL)    | 107è               |
| 54                 | Matteo Fabbro (ITA)    | 23è                |
| 55                 | Patrick Gamper (AUT)   | NP-8               |
| 56                 | Patrick Konrad (AUT)   | 8è                 |
| 57                 | Rafał Majka (POL)      | 12è                |
| 58                 | Paweł Poljański (POL)  | 67è                |

| CCC Team CCC | CCC Team CCC                      | CCC Team CCC |
| ------------ | --------------------------------- | ------------ |
| Núm          | Ciclista                          | Pos          |
| 61           | Ilnur Zakarin (RUS)               | 22è          |
| 62           | Josef Černý (CZE) (crono)         | 86è          |
| 63           | Víctor de la Parte González (ESP) | 34è          |
| 64           | Kamil Gradek (POL) (crono)        | 104è         |
| 65           | Pàvel Koixetkov (RUS)             | DNF-9        |
| 66           | Kamil Małecki (POL)               | 68è          |
| 67           | Joey Rosskopf (USA)               | 64è          |
| 68           | Attila Valter (HUN)               | 27è          |

| Cofidis COF | Cofidis COF              | Cofidis COF |
| ----------- | ------------------------ | ----------- |
| Núm         | Ciclista                 | Pos         |
| 71          | Elia Viviani (ITA)       | 112è        |
| 72          | Simone Consonni (ITA)    | 115è        |
| 73          | Nicolas Edet (FRA)       | DNF-15      |
| 74          | Nathan Haas (AUS)        | 119è        |
| 75          | Jesper Hansen (DEN)      | 44è         |
| 76          | Mathias Le Turnier (FRA) | 80è         |
| 77          | Marco Mathis (GER)       | 130è        |
| 78          | Stéphane Rossetto (FRA)  | 63è         |

| Deceuninck-Quick Step DQT | Deceuninck-Quick Step DQT   | Deceuninck-Quick Step DQT |
| ------------------------- | --------------------------- | ------------------------- |
| Núm                       | Ciclista                    | Pos                       |
| 81                        | João Almeida (POR)          | 4t                        |
| 82                        | Davide Ballerini (ITA)      | 72è                       |
| 83                        | Álvaro Hodeg Chagui (COL)   | 131è                      |
| 84                        | Mikkel Frølich Honoré (DEN) | 30è                       |
| 85                        | Iljo Keisse (BEL)           | 122è                      |
| 86                        | James Knox (GBR)            | 14è                       |
| 87                        | Fausto Masnada (ITA)        | 9è                        |
| 88                        | Pieter Serry (BEL)          | 28è                       |

| EF Pro Cycling EF1 | EF Pro Cycling EF1            | EF Pro Cycling EF1 |
| ------------------ | ----------------------------- | ------------------ |
| Núm                | Ciclista                      | Pos                |
| 91                 | Sean Bennett (USA)            | NP-8               |
| 92                 | Jonathan Caicedo Cepeda (ECU) | 65è                |
| 93                 | Simon Clarke (AUS)            | 75è                |
| 94                 | Lawson Craddock (USA)         | NP-10              |
| 95                 | Ruben Guerreiro (POR)         | 33è                |
| 96                 | Tanel Kangert (EST)           | 32è                |
| 97                 | Lachlan Morton (AUS)          | 111è               |
| 98                 | James Whelan (AUS)            | 105è               |

| Groupama-FDJ GFC | Groupama-FDJ GFC           | Groupama-FDJ GFC |
| ---------------- | -------------------------- | ---------------- |
| Núm              | Ciclista                   | Pos              |
| 101              | Arnaud Démare (FRA) (ruta) | 121è             |
| 102              | Kilian Frankiny (SUI)      | 77è              |
| 103              | Jacopo Guarnieri (ITA)     | 128è             |
| 104              | Simon Guglielmi (FRA)      | 116è             |
| 105              | Ignatas Konovalovas (LTU)  | 124è             |
| 106              | Miles Scotson (AUS)        | 113è             |
| 107              | Ramon Sinkeldam (NED)      | DNF-10           |
| 109              | Benjamin Thomas (FRA)      | DNF-5            |

| Israel Start-Up Nation ISN | Israel Start-Up Nation ISN     | Israel Start-Up Nation ISN |
| -------------------------- | ------------------------------ | -------------------------- |
| Núm                        | Ciclista                       | Pos                        |
| 111                        | Rudy Barbier (FRA)             | NP-9                       |
| 112                        | Matthias Brändle (AUT) (crono) | 126è                       |
| 113                        | Alexander Cataford (CAN)       | DNF-12                     |
| 114                        | Davide Cimolai (ITA)           | 118è                       |
| 115                        | Alex Dowsett (GBR) (crono)     | 120è                       |
| 116                        | Daniel Navarro García (ESP)    | 48è                        |
| 117                        | Guy Sagiv (ISR) (ruta)         | 132è                       |
| 118                        | Rick Zabel (GER)               | 123è                       |

| Lotto-Soudal LTS | Lotto-Soudal LTS         | Lotto-Soudal LTS |
| ---------------- | ------------------------ | ---------------- |
| Núm              | Ciclista                 | Pos              |
| 121              | Sander Armée (BEL)       | 47è              |
| 122              | Thomas De Gendt (BEL)    | 41è              |
| 123              | Jonathan Dibben (GBR)    | 133è             |
| 124              | Carl Fredrik Hagen (NOR) | 42è              |
| 125              | Adam Hansen (AUS)        | 117è             |
| 126              | Matthew Holmes (GBR)     | 81è              |
| 127              | Stefano Oldani (ITA)     | 98è              |
| 128              | Harm Vanhoucke (BEL)     | 60è              |

| Mitchelton-Scott MTS | Mitchelton-Scott MTS       | Mitchelton-Scott MTS |
| -------------------- | -------------------------- | -------------------- |
| Núm                  | Ciclista                   | Pos                  |
| 131                  | Simon Yates (GBR)          | NP-8                 |
| 132                  | Edoardo Affini (ITA)       | NP-8                 |
| 133                  | Brent Bookwalter (USA)     | NP-6                 |
| 134                  | Jack Haig (AUS)            | NP-10                |
| 135                  | Lucas Hamilton (AUS)       | NP-10                |
| 136                  | Michael Hepburn (AUS)      | NP-10                |
| 137                  | Damien Howson (AUS)        | NP-10                |
| 138                  | Cameron Meyer (AUS) (ruta) | NP-10                |

| Movistar Team MOV | Movistar Team MOV            | Movistar Team MOV |
| ----------------- | ---------------------------- | ----------------- |
| Núm               | Ciclista                     | Pos               |
| 141               | Héctor Carretero Milla (ESP) | 79è               |
| 142               | Dario Cataldo (ITA)          | 66è               |
| 143               | Antonio Pedrero López (ESP)  | 19è               |
| 144               | Einer Rubio (COL)            | 58è               |
| 145               | Sergio Samitier (ESP)        | 13è               |
| 146               | Eduardo Sepúlveda (ARG)      | 57è               |
| 147               | Albert Torres Barceló (ESP)  | 106è              |
| 148               | Davide Villella (ITA)        | 40è               |

| NTT Pro Cycling NTT | NTT Pro Cycling NTT          | NTT Pro Cycling NTT |
| ------------------- | ---------------------------- | ------------------- |
| Núm                 | Ciclista                     | Pos                 |
| 151                 | Louis Meintjes (RSA)         | 36è                 |
| 152                 | Victor Campenaerts (BEL)     | 95è                 |
| 153                 | Amanuel Gebrezgabihier (ERI) | 54è                 |
| 154                 | Ben O'Connor (AUS)           | 20è                 |
| 155                 | Domenico Pozzovivo (ITA)     | 11è                 |
| 156                 | Matteo Sobrero (ITA)         | 76è                 |
| 157                 | Dylan Sunderland (AUS)       | 114è                |
| 158                 | Danilo Wyss (SUI)            | 84è                 |

| Ineos Grenadiers IGD | Ineos Grenadiers IGD               | Ineos Grenadiers IGD |
| -------------------- | ---------------------------------- | -------------------- |
| Núm                  | Ciclista                           | Pos                  |
| 161                  | Geraint Thomas (GBR)               | NP-4                 |
| 162                  | Jonathan Castroviejo Nicolás (ESP) | 24è                  |
| 163                  | Rohan Dennis (AUS)                 | 35è                  |
| 164                  | Filippo Ganna (ITA) (crono)        | 61è                  |
| 165                  | Tao Geoghegan Hart (GBR)           | 1r                   |
| 166                  | Jhonatan Narváez Prado (ECU)       | DNF-15               |
| 167                  | Salvatore Puccio (ITA)             | 56è                  |
| 168                  | Ben Swift (GBR) (ruta)             | 18è                  |

| Jumbo-Visma TJV | Jumbo-Visma TJV           | Jumbo-Visma TJV |
| --------------- | ------------------------- | --------------- |
| Núm             | Ciclista                  | Pos             |
| 171             | Steven Kruijswijk (NED)   | NP-10           |
| 172             | Koen Bouwman (NED)        | NP-10           |
| 173             | Tobias Foss (NOR)         | NP-10           |
| 174             | Chris Harper (AUS)        | NP-10           |
| 175             | Tony Martin (GER)         | NP-10           |
| 176             | Christoph Pfingsten (GER) | NP-10           |
| 177             | Antwan Tolhoek (NED)      | NP-10           |
| 178             | Jos van Emden (NED)       | NP-10           |

| Team Sunweb SUN | Team Sunweb SUN        | Team Sunweb SUN |
| --------------- | ---------------------- | --------------- |
| Núm             | Ciclista               | Pos             |
| 181             | Wilco Kelderman (NED)  | 3r              |
| 182             | Nico Denz (GER)        | 83è             |
| 183             | Chad Haga (USA)        | 69è             |
| 184             | Chris Hamilton (AUS)   | 29è             |
| 185             | Jai Hindley (AUS)      | 2n              |
| 186             | Michael Matthews (AUS) | NP-10           |
| 187             | Sam Oomen (NED)        | 21è             |
| 188             | Martijn Tusveld (NED)  | 26è             |

| Trek-Segafredo TFS | Trek-Segafredo TFS       | Trek-Segafredo TFS |
| ------------------ | ------------------------ | ------------------ |
| Núm                | Ciclista                 | Pos                |
| 191                | Vincenzo Nibali (ITA)    | 7è                 |
| 192                | Julien Bernard (FRA)     | 49è                |
| 193                | Gianluca Brambilla (ITA) | DNF-15             |
| 194                | Giulio Ciccone (ITA)     | NP-14              |
| 195                | Nicola Conci (ITA)       | 52è                |
| 196                | Jacopo Mosca (ITA)       | 31è                |
| 197                | Antonio Nibali (ITA)     | 37è                |
| 198                | Pieter Weening (NED)     | DNF-5              |

| UAE Team Emirates UAD | UAE Team Emirates UAD                 | UAE Team Emirates UAD |
| --------------------- | ------------------------------------- | --------------------- |
| Núm                   | Ciclista                              | Pos                   |
| 201                   | Diego Ulissi (ITA)                    | 38è                   |
| 202                   | Mikkel Bjerg (DEN)                    | 97è                   |
| 203                   | Valerio Conti (ITA)                   | 101è                  |
| 204                   | Joe Dombrowski (USA)                  | 43è                   |
| 205                   | Fernando Gaviria Rendón (COL)         | NP-16                 |
| 206                   | Brandon McNulty (USA)                 | 15è                   |
| 207                   | Sebastián Molano Benavides (COL)      | NP-15                 |
| 208                   | Maximiliano Richeze Araquistain (ARG) | DNF-16                |

| Vini Zabù-Brado-KTM THR | Vini Zabù-Brado-KTM THR | Vini Zabù-Brado-KTM THR |
| ----------------------- | ----------------------- | ----------------------- |
| Núm                     | Ciclista                | Pos                     |
| 211                     | Giovanni Visconti (ITA) | NP-18                   |
| 212                     | Simone Bevilacqua (ITA) | 127è                    |
| 213                     | Marco Frapporti (ITA)   | 108è                    |
| 214                     | Lorenzo Rota (ITA)      | 93è                     |
| 215                     | Matteo Spreafico (ITA)  | DQ-1                    |
| 216                     | Etienne van Empel (NED) | 88è                     |
| 217                     | Luca Wackermann (ITA)   | NP-5                    |
| 218                     | Edoardo Zardini (ITA)   | 96è                     |